# Gertrude Poppert
Gertrude Poppert (született Gertrude Schönborn; Dortmund, 1914. június 29. – Sobibór, 1943) a sobibóri koncentrációs táborban 1943-ban történt felkelés résztvevője. Valószínűleg 1943. október 14-én hunyt el.

## Élete
Gertrude Schönborn és férje, Walter Poppert 1943. május 18-án érkezett a sobibóri haláltáborba. Míg Gertrude nyulakat gondozott a 2. táborban, Walter a favágóknál dolgozott a Waldkommandónál. Két hétig kápó is volt. Az általuk küldött és aláírt képeslapok fennmaradtak (az SS alkalmanként megengedte a foglyoknak, hogy írhassanak rokonaiknak).  Ez a hozzátartozók megnyugtatására szolgált. 
Aleszandr Pecserszkij (zsidó származású szovjet hadifogoly, a Vörös Hadsereg egyik hadnagya) csak a nők barakkjánál tudott találkozni Leon Feldhendlerrel, hogy kiterveljék a szökést. Hogy ez ne legyen mások számára feltűnő,  Pecserszkijt bemutatták Gertrudénak, akivel idővel összebarátkozott. A külső szemlélő számára szerelmespárnak tűntek. Mivel  Pecserszkij nem tudta kimondani a nevét, Lukának hívta. 
A szökés előtti napon Luka Pecserszkijnek ajándékozott egy általa varrt inget, mely jelenleg egy múzeumban található. Gertrude Poppert valószínűleg nem élte túl a szökést (a menekülő foglyokat az őrök géppuskatüze, a felrobbanó aknák és az erdőbe utánuk küldött keresőcsapatok tizedelték meg). Férje a táborban ragadt, őt 1943. október 31-én gyilkolták meg.

## Emléke
- Karaktere szerepelt  az 1987-ben Jack Gold által rendezett Szökés Sobibórból című filmben, ahol Joanna Pacula alakította. A filmben Gertrude nem volt házas.

## Fordítás
- Ez a szócikk részben vagy egészben  a   Gertrude Poppert című német Wikipédia-szócikk ezen változatának fordításán alapul.  Az eredeti cikk szerkesztőit annak laptörténete sorolja fel. Ez a jelzés csupán a megfogalmazás eredetét és a szerzői jogokat jelzi, nem szolgál a cikkben szereplő információk forrásmegjelöléseként.